# Pyrrhura pacifica
Pyrrhura pacifica ("chocóparakit") är en sydamerikansk papegoja. Den betraktas i allmänhet som underart till brunstjärtad parakit (Pyrrhura melanura), men har getts artstatus av Birdlife International och IUCN. Fågeln återfinns enbart i sydvästra Colombia och nordvästra Ecuador. Den placeras i hotkategorin livskraftig.